# Buddha Yodfa Chulalok

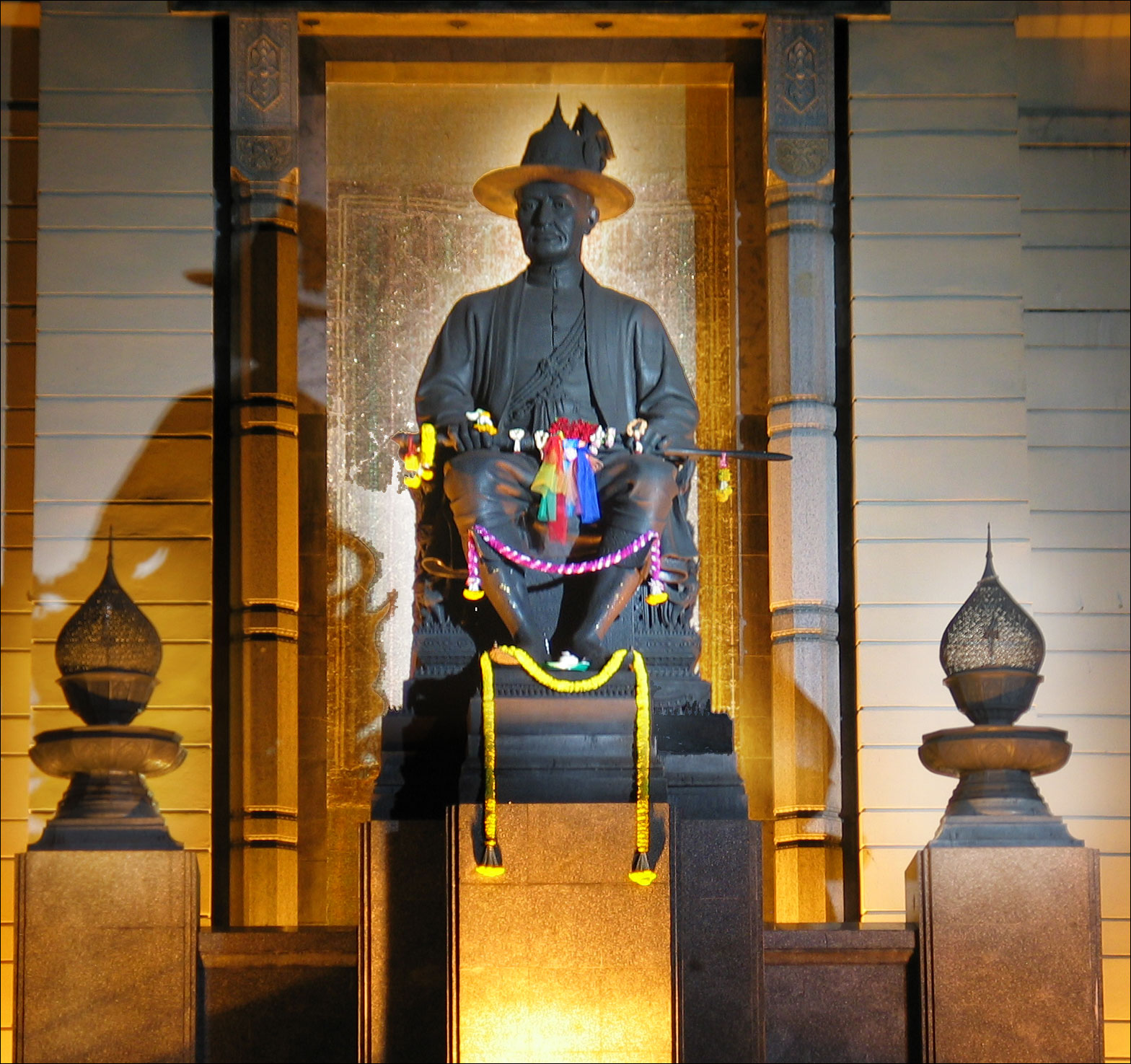
Pomnik Ramy I Wielkiego w Bangkoku.

Buddha Yodfa Chulaloke lub Rama I Wielki (ur. 20 marca 1737 w Ajutthaji, zm. 7 września 1809) – król Tajlandii od 1782 do 1809 i założyciel dynastii Chakri, która do dzisiaj panuje w Tajlandii.

## Biografia
Syn Phra Aksorn Sundara Smiantra, szlachcica królestwa Ajutthai; pierwotnie jego imię brzmiało Thong Duang. Był szkolony w klasztorze buddyjskim, po czym jego ojciec wysłał go do króla Uthumphona, aby został giermkiem i wtedy poznał swojego przyjaciela Sina, który później został królem Tajlandii Taksinem, po którym Rama sam wstąpił na tron. Po upadku Ajutthai wrócił do służby króla Taksina pod imieniem Chao Phraya Chakri; imię Buddha Yodfa Chulaloke zostało mu nadane po śmierci przez króla Ramę III, Nangklao.
Jako generał w armii Taksina, Rama podbił Wientian w latach 1778–1779, oddając całe to państwo koronie syjamskiej i wywiózł z niego Szmaragdowego Buddę do Thonburi. W 1782, po śmierci Taksina, który został ogłoszony szaleńcem po zamachu stanu i później zabity, Rama wstąpił na tron i założył dynastię Chakri. Został koronowany 6 kwietnia jako Rama I; Obecnie tego dnia jest obchodzony dzień pamięci Chakri, święto narodowe w Tajlandii.
Król Rama kontynuował dzieło Taksina, polegające na chronieniu nowo zjednoczonego państwa przed atakami Birmy, skąd odbił kilka inwazji. W sferze kultury, Rama I odnowił tradycje tajskie poprzez ratunek tekstów buddyjskich zagubionych podczas złupienia Ajutthai przez Birmę w 1767. Przeniósł stolicę z Thonburi, gdzie została ustanowiona przez Taksina, i zbudował nową w Bangkoku. Zbudował nowy pałac królewski, oraz świątynię Wat Phra Kaew, aby umieścić w niej Szmaragdowego Buddę, a także stworzył nowy kodeks prawa, zwany Książką trzech pieczęci. Wyznaczył pierwszego najwyższego patriarchę buddyzmu tajskiego i napisał tajską wersję eposu Ramajana, zwaną Ramakien.
Po jego śmierci wstąpił na tron jego syn, książę Isarasundorn, który przyjął imię króla Ramy II (Buddha Loetla Nabhalai).